# Gagrella splendens
Gagrella splendens is een hooiwagen uit de familie Sclerosomatidae.